# Fédération internationale des syndicats de travailleurs de la chimie, de l'énergie, des mines et des industries diverses
 (août 2023).
La Fédération internationale des syndicats de travailleurs de la chimie, de l'énergie, des mines et des industries diverses (ICEM) (International Federation of Chemical, Energy, Mine and General Workers' Unions (ICEM)) était une fédération syndicale internationale regroupant les syndicats de la chimie, l'énergie, des mines, et d'autres industries encore.

## Histoire
Elle fut fondée en 1995, son siège était à Bruxelles. Elle rassemblait 384 syndicats de 118 pays. Elle s'est dissoute en 2012 et a fondé avec la FIOM et la Fédération internationale des travailleurs du textile, de l'habillement et du cuir la nouvelle fédération syndicale internationale IndustriALL global union avec siège à Genève.

## Personnalités
- Charles Levinson